# Fairouz Ai
Fairouz Ai (ファイルーズ あい Fairūzu Ai?, Tokio, 6 de julio de 1993) es una actriz de voz japonesa afiliada a Pro-Fit. Interpretó su primer papel en el anime Dumbbell Nan-Kilo Moteru?, como Hibiki Sakura, la protagonista de la serie de anime de 2019. Interpretó el papel de Emily Orange en la serie de anime Kandagawa Jet Girls y Eripiyo en la serie Oshi ga Budōkan Ittekuretara Shinu. Saltó a la fama tras interpretar a Jolyne Cujoh, protagonista de la sexta parte de Jojo's Bizarre Adventure, y a Power de Chainsaw Man.

## Biografía
Fairouz Ai Kadota (門田ファイルーズあい Kadota Fairūzu Ai?) nació el 6 de julio de 1993 en Tokio, de madre japonesa y padre egipcio. Lleva el nombre de la cantante libanesa, Fairuz. Pasó algunos años de su educación primaria en El Cairo antes de regresar a Japón. Durante sus años de escuela secundaria, se familiarizó con la serie de manga JoJo's Bizarre Adventure. Debido a su creciente interés en la serie, se unía a sesiones de lectura en Skype con otros fans. Con el tiempo, se inspiró para seguir una carrera en la actuación de voz, pero sus padres inicialmente desaprobaron sus planes. En cambio, inicialmente estudiaría en una escuela vocacional de diseño gráfico antes de pasar un año como asistente dental. Una vez que pudo ahorrar suficiente dinero para la matrícula, se inscribió en una escuela de formación de actuación de voz.
Después de terminar su entrenamiento, Fairouz se afilió a la agencia de actuación de voz Pro-Fit. En 2019, fue elegida para su primer papel como Hibiki Sakura, la protagonista de la serie Dumbbell Nan-Kilo Moteru? Ella y Kaito Ishikawa interpretaron el tema de apertura de la serie "Onegai Muscle" (お願いマッスル?), y como parte de las promociones de la serie, aparecería en varios videos de levantamiento de pesas. Fue elegida como Emily Orange en la franquicia multimedia Kandagawa Jet Girls y como Eripiyo en la serie Oshi ga Budōkan Ittekuretara Shinu; también interpretó el tema de cierre de la serie "Momoiro Kataomoi", una versión de la canción originalmente interpretada por Aya Matsuura.
El 4 de abril de 2021, se reveló que Fairouz era la actriz de voz de Jolyne Cujoh en la adaptación al anime del sexto arco de la historia de JoJo's Bizarre Adventure, Stone Ocean.

## Vida personal
Su hermano mayor, Gihado Kadota (門田ギハード Kadota Gihādo?), es un escalador de hielo que representa a Japón en las competiciones.
Tanto ella cómo su hermano saben hablar árabe con fluidez.

## Filmografía
Los papeles principales están en negrita

### Anime

#### Series de televisión
| Año  | Título                                                                                                | Rol                         | Refs.                |
| ---- | --- | --------------------------- | -------------------- |
| 2019 | Dumbbell Nan-Kilo Moteru?                                                                             | Hibiki Sakura               | [ 2 ]                |
| 2019 | Kono Yūsha ga Ore TUEEE Kuse ni Shinchō Sugiru                                                        | Valkyrie                    | [ 14 ]               |
| 2019 | Kandagawa Jet Girls                                                                                   | Emily Orange                | [ 3 ]                |
| 2020 | Oshi ga Budōkan Ittekuretara Shinu                                                                    | Eripiyo                     | [ 4 ]                |
| 2020 | Kiratto Pri Chan                                                                                      | Alice Peperoncino           | [ 15 ]               |
| 2020 | Mewkledreamy                                                                                          | Tokiwa Anzai                | [ 16 ]               |
| 2020 | Monster Musume no Oisha-san                                                                           | Kay Arte                    | [ 17 ]               |
| 2020 | Hanyou no Yashahime: Sengoku Otogizoushi                                                              | Takechiyo                   | [ 18 ]               |
| 2020 | Kami-tachi ni Hirowareta Otoko                                                                        | Jane                        |                      |
| 2021 | Tropical-Rouge! Pretty Cure                                                                           | Natsuumi/Cure Summer        |                      |
| 2021 | Kyōkyoku Shinka Shita Full Dive RPG ga Genjitsu Yorimo Kuso-Ge Dattara                                | Alicia                      | [ 19 ]               |
| 2021 | Mewkledreamy Mix!                                                                                     | Tokiwa Anzai                |                      |
| 2021 | Gyakuten Sekai no Denchi Shōjo                                                                        | Rin Akagi                   | [ 20 ]               |
| 2021 | Kageki Shojo!!                                                                                        | Sayako Yamada               | [ 21 ]               |
| 2022 | Yu-Gi-Oh! Go Rush!!                                                                                   | Nyandestar                  | [ 22 ]               |
| 2022 | Kunoichi Tsubaki no Mune no Uchi                                                                      | Sumire                      | [ 23 ]               |
| 2022 | Otome Game Sekai wa Mob ni Kibishii Sekai desu                                                        | Angelica Rapha Redgrave     | [ 24 ]               |
| 2022 | Gaikotsu Kishi-sama, Tadaima Isekai e Odekakechuu                                                     | Ariane Glenys Lalatoya      | [ 25 ]               |
| 2022 | Shine Post                                                                                            | Remi Nashinoki              | [ 26 ]               |
| 2022 | Kage no Jitsuryokusha ni Naritakute!                                                                  | Delta                       | [ 27 ]               |
| 2022 | Chainsaw Man                                                                                          | Power                       | [ 28 ]               |
| 2022 | Mushikaburi-hime                                                                                      | Sophia                      | [ 29 ]               |
| 2023 | Benriya Saitō-san, Isekai ni Iku                                                                      | Raelza                      | [ 30 ]               |
| 2023 | Mō Ippon!                                                                                             | Megumi Doumoto              | [ 31 ]               |
| 2023 | YouTuNya                                                                                              | Nya                         | [ 32 ]               |
| 2023 | Kami-tachi ni Hirowareta Otoko 2nd Season                                                             | Jane                        |                      |
| 2023 | Mahō Shōjo Magical Destroyers                                                                         | Anarchy                     | [ 33 ]               |
| 2023 | Kono Subarashii Sekai ni Bakuen wo!                                                                   | Cecily                      |                      |
| 2023 | Isekai de Cheat Skill o Te ni Shita Ore wa, Genjitsu Sekai o mo Musōsuru - Level Up wa Jinsei o Kaeta | Emilia                      | [ 34 ]               |
| 2023 | Higeki no Genkyō to naru Saikyō Gedō Last Boss Joō wa Min no tame ni Tsukushimasu                     | Pride Royal Ivy             | [ 35 ]               |
| 2023 | Isekai Shōkan wa Nidome Desu                                                                          | Livaia                      | [ 36 ]               |
| 2023 | Kage no Jitsuryokusha ni Naritakute! 2nd Season                                                       | Delta                       | [ 37 ]               |
| 2023 | Mushoku Tensei II: Isekai Ittara Honki Dasu                                                           | Rinia Dedorudia             | [ 38 ]               |
| 2023 | Bōkensha ni Naritai to Miyako ni Deteitta Musume ga S-rank ni Natteta                                 | Marguerite                  | [ 39 ]               |
| 2023 | Hikikomari Kyūketsu Hime no Monmon                                                                    | Nelia Cunningham            | [ 40 ]               |
| 2023 | KamiErabi God.app                                                                                     | Mitsuko Okino               | [ 41 ]               |
| 2023 | Mokushiroku no Yonkishi                                                                               | Gawain                      | [ 42 ]               |
| 2024 | Akuyaku Reijō Level 99: Watashi wa Ura-Boss desu ga Maō de wa Arimasen                                | Yumiella Dolkness           | [ 43 ]               |
| 2024 | Kami wa Game ni Ueteiru                                                                               | Miipu                       |                      |
| 2024 | Tensei Shitara Dai Nana Ōji Datta no de, Kimama ni Majutsu o Kiwamemasu                               | Grim                        | [ 44 ]               |
| 2024 | Mushoku Tensei II: Isekai Ittara Honki Dasu Part 2                                                    | Linia Dedoldia              | [ 45 ]               |
| 2024 | Kaii to Otome to Kamikakushi                                                                          | Sumireko Ogawa              | [ 46 ]               |
| 2024 | Kenka Dokugaku                                                                                        | Aki Yashio                  | [ 47 ]               |
| 2024 | Kaiju No. 8                                                                                           | Kikoru Shinomiya            | [ 48 ]               |
| 2024 | Mayonaka Punch                                                                                        | Live                        | [ 49 ]               |
| 2024 | Bye Bye, Earth                                                                                        | Belle Lablac                | [ 50 ]               |
| 2024 | Nageki no Bōrei wa Intai Shitai                                                                       | Liz Smart                   | [ 51 ]               |
| 2024 | Kekkon Surutte, Hontō Desu ka?                                                                        | Nao Umiyama                 | [ 52 ]               |
| 2024 | KamiErabi God.app 2nd Season                                                                          | Mitsuko Okino               | [ 53 ]               |
| 2024 | Negaposi Angler                                                                                       | Hana Ayukawa                | [ 54 ]               |
| 2024 | Kabushikigaisha Magi-Lumière                                                                          | Kana Sakuragi               | [ 55 ]               |
| 2024 | Tōhai: Ura Rate Mahjong Tōhai Roku                                                                    | Amina                       | [ 56 ]               |
| 2024 | Mokushiroku no Yonkishi 2nd Season                                                                    | Gawain                      | [ 57 ] [ 58 ]        |
| 2024 | Yōkai Gakkō no Sensei Hajimemashita!                                                                  | Mekurabe                    | [ 59 ]               |
| 2024 | Dragon Ball Daima                                                                                     | Panzy                       | [ 60 ]               |
| 2025 | Okinawa de Suki ni Natta Ko ga Hōgen Sugite Tsurasugiru                                               | Kana Higa                   | [ 61 ]               |
| 2025 | NEET Kunoichi to Nazeka Dōsei Hajimemashita                                                           | Ayame Momochi               | [ 62 ]               |
| 2025 | Ballpark de Tsukamaete!                                                                               | Ruriko                      | [ 63 ]               |
| 2025 | Bye Bye, Earth 2nd Season                                                                             | Belle Lablac                | [ 64 ]               |
| 2025 | Uma Musume Cinderella Gray                                                                            | Sirius Symboli              | [ 65 ]               |
| 2025 | Mattaku Saikin no Tantei Tokitara                                                                     | Azuha Hoshino               | [ 66 ]               |
| 2025 | Clevatess                                                                                             | Carme                       | [ 67 ]               |
| 2025 | Tsuyokute New Saga                                                                                    | Lise                        | [ 68 ]               |
| 2025 | Tensei Shitara Dai Nana Ōji Datta no de, Kimama ni Majutsu o Kiwamemasu 2nd Season                    | Grim                        | [ 69 ] [ 70 ]        |
| 2025 | Shūkan Ranobe Anime                                                                                   | Antoinette                  | [ 71 ]               |
| 2025 | Kaiju No. 8 2nd Season                                                                                | Kikoru Shinomiya            | [ 72 ] [ 73 ] [ 74 ] |
| 2025 | Watashi o Tabetai, Hito de Nashi                                                                      | Miko Yashiro                | [ 75 ]               |
| 2025 | Nageki no Bōrei wa Intai Shitai Part 2                                                                | Liz Smart                   | [ 76 ]               |
| 2025 | Tōjima Tanzaburō wa Kamen Rider ni Naritai                                                            | Yukarisu                    | [ 77 ]               |
| 2026 | Dead Account                                                                                          | Kiyomi Urusugawa            | [ 78 ]               |
| 2026 | Re:Zero kara Hajimeru Isekai Seikatsu 4th Season                                                      | Shaula                      | [ 79 ]               |
| —    | Otome Game Sekai wa Mob ni Kibishii Sekai desu 2nd Season                                             | Angelica Rapha Redgrave     | [ 80 ]               |
| —    | Mahō Shōjo Ikusei Keikaku: Restart                                                                    | Konomi "Masked Wonder" Mita | [ 81 ]               |
| —    | Isekai Quartet 3                                                                                      | Delta                       | [ 82 ]               |

#### Películas
| Año  | Título                                  | Rol                  | Refs.         |
| ---- | --------------------------------------- | -------------------- | ------------- |
| 2020 | Happy-Go-Lucky Days                     | Sayoko               | [ 83 ]        |
| 2023 | Precure All Stars Movie F               | Natsuumi/Cure Summer | [ 34 ]        |
| 2025 | Kaiju No. 8 Movie                       | Kikoru Shinomiya     | [ 84 ]        |
| 2025 | Eiga Shimajirō Shimajirō to Yūki no Uta | Miley                | [ 85 ]        |
| 2025 | Gekijō-ban Chainsaw Man Reze-hen        | Power                | [ 86 ] [ 87 ] |
| 2025 | Idobata Kaigi de New Saga               | Lise                 |               |

#### ONAs
| Año  | Título                                          | Rol              | Refs.         |
| ---- | ----------------------------------------------- | ---------------- | ------------- |
| 2019 | Zenonzard: The Animation Episode 0              | Ruri Minamino    | [ 88 ]        |
| 2021 | JoJo's Bizarre Adventure: Stone Ocean           | Jolyne Cujoh     | [ 89 ] [ 90 ] |
| 2022 | JoJo's Bizarre Adventure: Stone Ocean Part 2    | Jolyne Cujoh     | [ 91 ]        |
| 2022 | Kakegurui Twin                                  | Kokoro Aiura     | [ 92 ]        |
| 2022 | Umayuru                                         | Sirius Symboli   | [ 92 ]        |
| 2022 | Kagejitsu!                                      | Delta            | [ 92 ]        |
| 2022 | JoJo's Bizarre Adventure: Stone Ocean Part 3    | Jolyne Cujoh     |               |
| 2023 | Space Idol                                      | Sapphire         | [ 92 ]        |
| 2023 | Fate/Grand Order: Fujimaru Ritsuka wa Wakaranai | Shounagon Sei    |               |
| 2023 | Akuma-kun                                       | Gremory          | [ 93 ]        |
| 2023 | Pokemon Concierge                               | Alisa            | [ 94 ]        |
| 2024 | Mayonaka Punch Short Anime                      | Live             |               |
| 2024 | Minute! Kaiju No. 8                             | Kikoru Shinomiya |               |
| 2025 | Gekkan! Nanmono Anime                           | Seaweed Onigiri  | [ 95 ]        |
| 2025 | Shinsei Galverse                                | D.D.             | [ 96 ]        |
| 2025 | Leviathan                                       | Lilit            | [ 97 ]        |

#### Especiales
| Año  | Título                           | Rol              | Refs.  |
| ---- | -------------------------------- | ---------------- | ------ |
| 2025 | Kaiju No. 8: Hoshina no Kyūjitsu | Kikoru Shinomiya | [ 98 ] |

### Videojuegos
| Año  | Título                                             | Rol                       | Refs.   |
| ---- | -------------------------------------------------- | ------------------------- | ------- |
| 2019 | Fire Emblem Heroes                                 | Phina                     | [ 99 ]  |
| 2019 | Kemono Friends 3                                   | Reindeer                  | [ 100 ] |
| 2019 | MapleStory                                         | Hoyoung                   | [ 101 ] |
| 2020 | White Cat Tennis                                   | Haru                      | [ 102 ] |
| 2020 | Kandagawa Jet Girls                                | Emily Orange              | [ 103 ] |
| 2020 | Fate/Grand Order                                   | Sei Shōnagon              |         |
| 2020 | KonoSuba: Fantastic Days                           | Cecily                    | [ 104 ] |
| 2020 | Marco & the Galaxy Dragon                          | Ruri                      | [ 105 ] |
| 2020 | Azur Lane                                          | Intrepid                  | [ 106 ] |
| 2020 | Cytus II                                           | Cherry                    | [ 107 ] |
| 2020 | Kingdom of Hero                                    | Shiv                      | [ 108 ] |
| 2020 | Summer Pockets Reflection Blue                     | Shiki Kamiyama            | [ 109 ] |
| 2020 | Dragalia Lost                                      | Nadine                    | [ 110 ] |
| 2020 | Kantai Collection                                  | USS Hornet (CV-8)         |         |
| 2020 | Granblue Fantasy                                   | Fiorito                   | [ 111 ] |
| 2021 | Magia Record: Puella Magi Madoka Magica Side Story | San Kagura                |         |
| 2021 | Wonder Boy: Asha in Monster World                  | Asha y varios otros roles | [ 112 ] |
| 2021 | Blue Archive                                       | Fuuka Aikiyo              | [ 113 ] |
| 2022 | JoJo's Bizarre Adventure: All Star Battle R        | Jolyne Cujoh              |         |
| 2023 | Omega Strikers                                     | Vyce                      |         |
| 2024 | Genshin Impact                                     | Xilonen                   | [ 114 ] |

### Doblaje
- How to Marry a Millionaire como Loco Dempsey (Betty Grable)[115]
- The Batman como Selina Kyle/Catwoman
- Ms. Marvel como Nakia Bahadir

## Premios y nominaciones
| Año  | Premios      | Categoría                   | Resultado | Refs.   |
| ---- | ------------ | --------------------------- | --------- | ------- |
| 2020 | Seiyū Awards | Mejores Actrices Revelación | Ganadora  | [ 116 ] |